# Eduard Maria Balcells i Buïgas
Eduard Maria Balcells i Buïgas (Barcelona, 22 de setembre de 1877 - 4 de novembre de 1965) fou un arquitecte català a cavall entre el Modernisme i el Noucentisme.

## Biografia
Era fill de l'advocat tarragoní Eduard Balcells Guille i de Concepció Buïgas i Monrava, germana de l'arquitecte Gaietà Buïgas. Va ser el quart de nou fills. Era cosí segon de Joaquim Raspall que va néixer el mateix any. De petit anava amb el seu oncle a les visites d'obra del monument a Colom fet que segurament va influir en la vocació professional de Balcells.
Els estudis els va cursar al col·legi Miró. Posteriorment, va ingressar a l'Escola d'Arquitectura de Barcelona on va coincidir amb el seu amic Pere Domènech i Roura i poc després d'obtenir el títol el 1905, va ser arquitecte municipal de Cerdanyola del Vallès aquell mateix any.
Quan era jove, junt amb el seu germà, l'enginyer Lluís Balcells, varen realitzar múltiples experiments influïts per la febre inventora de l'època. Entre d'altres varen desenvolupar un submarí que mitjançant gas omplia i buidava els seus tancs aconseguint enfonsar-se i emergir. Feien els seus experiments a un llac artificial de Cerdanyola, on estiuejava tota la família. Aquest esperit innovador va portar Eduard Balcells a inventar utilitats per a la seva professió com el regle de càlcul circular o un llapis de propulsió pròpia, a més de tenir al seu lloc de treball els estris penjant del sostre perquè no es perdessin per la taula. Posteriorment van constituir junts una empresa de confecció de vitralls dels quals només es coneixen els de la casa Tosquella de Barcelona.
El 17 de desembre de 1911 va ser nomenat professor de mecànica de l'Escola d'Arts Aplicades i d'Oficis Artístics de Barcelona.
El 1912 Balcells es va casar amb Eugènia Gorina Sanz, i entre 1913 i 1920 varen tenir quatre fills: Santiago, Alfons, Albert i José Antonio. Santiago i José Antonio varen ser arquitectes i l'any 1970 varen donar el fons documental del seu pare al Col·legi d'Arquitectes de Catalunya.
La seva obra està ubicada al Vallès i a Barcelona.
Hi ha diverses obres destacades projectades a Sant Cugat del Vallès, importants per al modernisme local: la casa Lluch, situada al començament de la Rabassada, la casa Mir, la casa Calado, la casa Generalife, i la casa Monès, més coneguda com a casa Mònaco. Era cunyat del també arquitecte Ferran Cels.

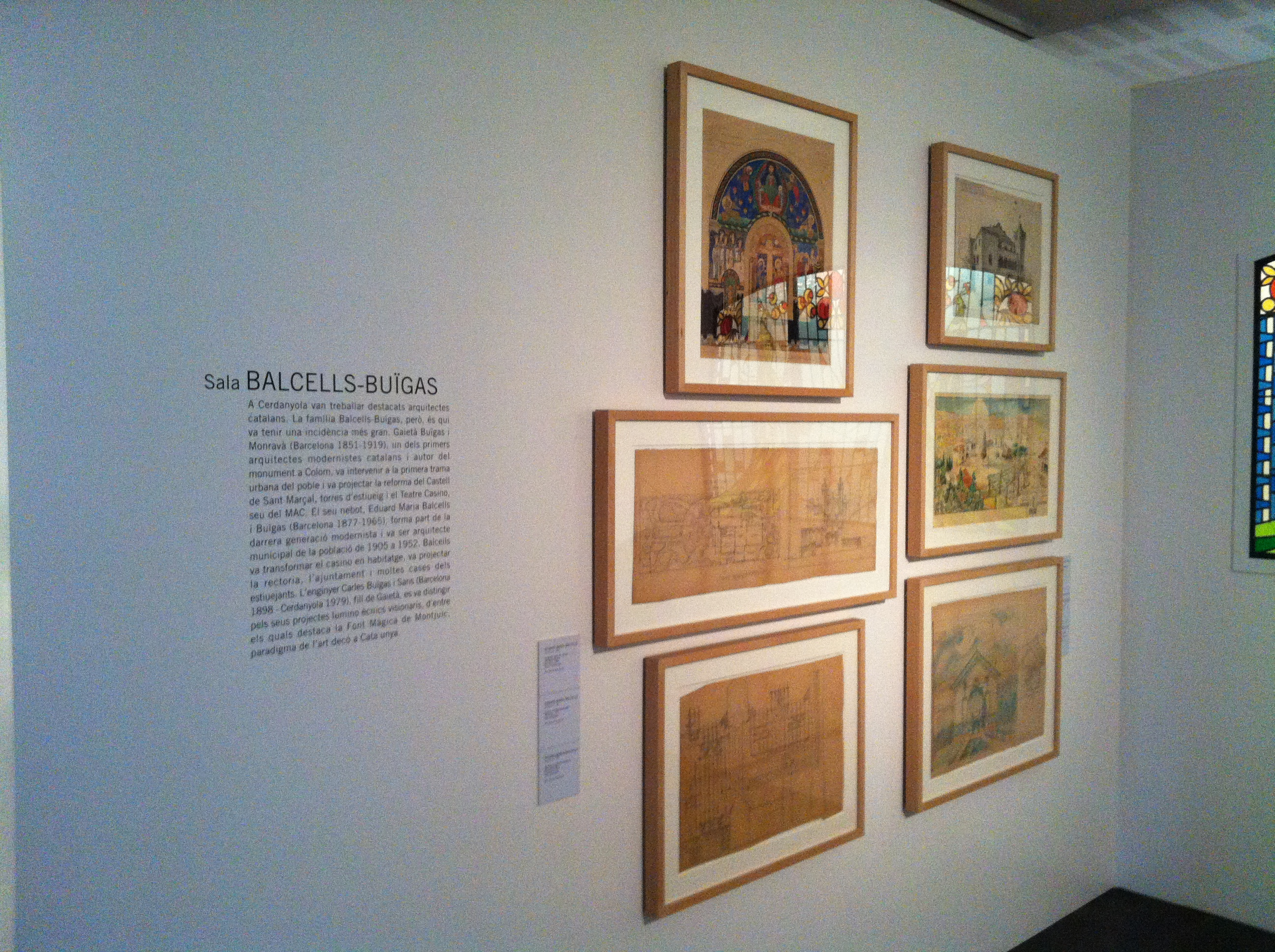
Sala Balcells Buigas al Museu d'Art de Cerdanyola

El Museu d'Art de Cerdanyola del Vallès té una sala dedicada a la seva família.

## Obra

### Barcelona
| Any  | Nom                                         | Ubicació                | Descripció | Estat        | Foto                                                                   |
| ---- | ------------------------------------------- | ----------------------- | --- | ------------ | ---------------------------------------------------------------------- |
| 1906 | Casa Tosquella                              | c/ Ballester 4          | Es tracta d'una reforma d'una casa d'estiueig de 1889 feta a Sant Gervasi pel mestre d'obres Juan Caballé. La reforma va ser encarregada per Antonio Tusquella. És un edifici d'estil eclèctic amb llenguatge arabitzant i d'estructura similar a Casa Calado però amb una mida superior. A més, compta amb unes baranes de forja de gran fantasia. | Degradat     | Casa Tosquella                                                         |
| 1909 | Parada de carn núm. 435-437                 | Mercat de Sant Antoni   | Va ser un encàrrec d'Ignacio Georges que va guanyar el premi extraordinari del concurs anual d'edificis artístics de l'Ajuntament de Barcelona del 1909. La forja gòtica, dragons, làmpades oscil·lants en grups amb cristalls colorejats i panells de mosaic creaven un simbòlic mercat medieval de carnívors. Balcells mestre de la serralleria que va aprendre l'ofici de jove i que fa servir la forja com a element decoratiu. Actualment està al Museu d'Història de Barcelona. | Restaurada   | Parada de carn núm. 435-436 · Versió restaurada de la parada, al MUHBA |
| 1910 | Casa Antoni Fernández                       | c/ Bisbe Morgades       | | Desapareguda |                                                                        |
| 1911 | Pavelló del Reial Lawn-Tennis Club del Turó | c/ Santaló i Descartes  | Pavelló social del club del qual Balcells va fer donació del projecte. | Desaparegut  | Pavelló del Reial Lawn-Tennis Club del Turó                            |
| 1912 | Casa Narcís Roqueta                         | c/ Torrent de l'Olla 72 | Edifici d'habitatges de 5 plantes d'estil noucentista. | Regular      | Casa Narcís Roqueta                                                    |
| 1917 | Casa Narcís Roqueta                         | c/ Gran de Gràcia, 69   | . | Desapareguda |                                                                        |

### Cardedeu
| Any        | Nom                          | Ubicació                   | Descripció | Estat    | Foto             |
| ---------- | ---------------------------- | -------------------------- | --- | -------- | ---------------- |
| 1910 -1911 | Torre Montserrat o casa Gual | Avinguda Rei En Jaume, 193 | La casa va ser un encàrrec d'Angela Gual i Canudes com a casa d'estiueig envoltada de jardí. Balcells manté l'estructura cúbica com a la casa Brugueroles o la Mestres, amb una decoració exuberant similar en els detalls a la casa Tosquella. Destaca la singular tribuna a la façana i la coberta ceràmica amb cresteria de forja. L'edifici és blanc amb sanefes de ceràmica verda i la decoració és tipo Mackintosh. | Correcte | Torre Montserrat |

### Cerdanyola del Vallès
| Any        | Nom                  | Ubicació             | Descripció | Estat        | Foto                   |
| ---------- | -------------------- | -------------------- | --- | ------------ | ---------------------- |
| 1906       | Casa Dolors Balcells | psg. Cordellers, 4   | Posteriorment coneguda com "Can Diviu", va ser encarregada per la germana de l'arquitecte. És un edifici d'inspiració neogòtica on el volum es redueix a un simple cub amb teulada a dues aigües. Destaca la iconografia del drac en un carreu a la façana i en una imponent làmpada de forja a l'entrada de la cada. A la façana principal, amb finestres neogòtiques, hi ha una ceràmica amb una reproducció de la "Dolorosa amb les mans obertes" de Ticià. | Correcte     | Casa Dolors Balcells   |
| 1906       | Casa Brugueroles     | psg. Cordellers      | Va ser encarregada per Miguel Brugarolas. Era un edifici d'inspiració neogòtica on el volum es reduïa a un simple cub amb teulada inclinada, sense decoració alguna llevat d'uns arabescs gòtics al coronament de les finestres que podrien estar basades en el gòtic simplista de la masia catalana. | Desapareguda | Casa Miquel Brugarolas |
| 1907       | Casa Jaume Mestres   | Pça. Església        | La casa seguia l'estil de la casa Brugueroles. Destacaven les estries verticals al frontispici i la xemeneia i un porxo gòtic de poc nivell a la façana. | Desapareguda | Casa Jaume Mestres     |
| 1908       | Rectoria             | c/ Sant Martí, 80    | Edifici d'aspecte acastellat i finestrals d'inspiració neogòtica. | Correcte     | Rectoria               |
| 1910       | Can Masachs          |                      | Consta com a projecte, però és desconeix la seva realització. Recorda vagament l'expressionisme dels treballs de Peter Behrens i Joseph Maria Olbrich. Té un lleuger aire sezession, apuntant un canvi d'estil arquitectònic. | ?            |                        |
| 1912       | Casa Mongay          | c/ Sant Ramon 77     | Petita casa de planta baixa amb façana decorada amb esgrafiats noucentistes de tres cintes penjant d'un cercle, signe identificatiu de l'autor. Es tracta d'una reforma feta sobre unes tres cases propietat d'Evarist Lopez per a ser llogades. Actualment només en resta aquesta. | Molt bo      | Casa Mongay            |
| 1912       | Casa Carles Balcells | c/ Santa Anna        | En aquesta casa trenca definitivament amb el modernisme i adopta formes sezession amb sostres molt inclinats i amb suas ondulacions. | Desapareguda | Casa Carles Balcells   |
| 1912 -1915 | Escoles Municipals   | c/ Escoles, 7        | Dues edificacions d'uns 1.000 m2 que van ser construïdes per subscripció popular. | Regular      | Escoles municipals     |
| 1920       | Casa de la vila      | Pça. Francesc Layret | Edifici funcional de dues plantes amb porxada sobre la porta principal. | Correcte     | Ajuntament             |
| 1929       | Casa Mañà            | c/ Torras i Bages    | Mansió de planta i dos pisos, el superior amansardat, d'aire afrancesat amb línies sòbries. A l'extrem del terreny, just a la cantonada, hi ha una petita pèrgola-mirador. | Correcte     | Casa Mañà              |

### Sabadell
| Any  | Nom                                       | Ubicació                         | Descripció | Estat    | Foto                                                 |
| ---- | ----------------------------------------- | -------------------------------- | --- | -------- | ---------------------------------------------------- |
| 1897 | Casa Francesc Llonch                      | c/ Cervantes, 43                 | Casal entre mitgeres, de planta baixa, dos pisos i un ampli pati posterior. El segon pis és producte d'una addició de l'any 1917. Aquest casal fou seu dels Serveis de Cultura de l'Ajuntament, i a la seva biblioteca s'hi celebraren "els Dillunsus", tertúlia d'intel·lectuals locals, entre ells Miquel Carreras, durant els anys 1924 i 1936. | Regular  | Casa Francesc Llonch                                 |
| 1912 | Casa Joan Baptista Ponsà                  | c/ Casanovas i Bosch, 1          | Habitatge unifamiliar cantoner que presenta una distribució en planta baixa, pis i golfes. La façana mostra una organització simètrica amb una decoració sòbria. Destaca l'acabament de la façana en el que s'han disposat un nombre de cinc cossos rectangulars a manera de merlets seguint una disposició piramidal marcada per la teulada de dues vessants. Aquests merlets estan coronats per una petita cornisa que es repeteix a la llinda de les finestres i al nivell del balcó lateral. | Correcte | Casa Joan Baptista Ponsà                             |
| 1912 | Vapor Sampere                             | c/ Tres Creus, 104 / Turull, 2   | Antiga fàbrica tèxtil propietat de Feliu Sampere. En l'actualitat acull una llibreria de la Cooperativa Abacus. | Correcte | Vapor Sampere                                        |
| 1913 | Indústria Sallarès Deu (Edifici de CASSA) | c/ Concepció, 20 / Indústria, 37 | Antiga Indústria Sallarès Deu, des del 1988 es la seu de la Companyia d'Aigües de Sabadell (CASSA). Inicialment l'edifici comptava únicament amb un cos de planta baixa i pis, amb façana al carrer Indústria i al carrer Concepció. En la reforma dels anys 1946-48 es construïren les dues naus paral·leles amb façana al carrer Concepció, i s'amplià l'edifici inicial amb una planta soterrani i una planta per sobre.                                                                      | Correcte | Companyia d'Aigües de Sabadell                       |
| 1915 | Despatx Genís i Pont                      | c/ Sant Josep, 29-31             | Despatx tèxtil cantoner, compost de planta baixa i pis. Les façanes són d'estil modernista presentant una gran riquesa ornamental, amb molta varietat de motius i materials (pedra, estuc, ceràmica, ferro forjat, etc.). | Correcte | Despatx Genís i Pont                                 |
| 1915 | La Farinera (Cal fideuer)                 | c/ Mestre Rius, 9-15             | Antiga fàbrica de pastes alimentàries. La planta baixa es troba completament modificada, destinada a ús comercial. Des del 1955 al primer pis es troben les dependències de l'Orfeó de Sabadell. | Correcte | La farinera                                          |
| 1917 | Casa Isidre Fochs                         | Rambla, 155-157                  | Casa bifamiliar, entre mitgeres, de planta baixa, dos pisos i pati posterior. La composició de la façana és simètrica, presenta estucat i està decorada amb elements de pedra. Les obertures són de punt rodó i en els dos pisos donen a balcó amb barana de ferro forjat. En l'actualitat a la planta baixa hi ha una fleca. | Correcte | Casa Isidre Fochs                                    |
| 1931 | Casa Guillermo (Casa Escaiola)            | Plaça de l'Àngel, 15-17          | Edifici d'habitatges cantoner i format per planta baixa i tres pisos. Presenta una façana eclèctica amb arcades a la planta baixa i grans finestres al xamfrà. Al coronament hi ha frontons amb tríglifs i mètopes, i una balustrada que recorre tot l'edifici. El material emprat és la pedra amb la qual es fan dibuixos i sanefes. | Correcte | Casa Guillermo                                       |
| 1949 | Edifici d'habitatges                      | c/ Gràcia, 33                    | Edifici d'habitatges, entre mitgeres, format per planta baixa i quatre pisos. La façana és de composició simètrica amb dues tribunes laterals que comprenen les quatre plantes. Als baixos hi ha unes grans columnes que suporten un frontó entretallat que emfatitza l'accés. Les finestres de l'àtic són d'arc, entre elles hi ha motius florals fets amb pedra. | Correcte | Edifici d'habitatges al carrer Gràcia, 33 (Sabadell) |

### Sant Cugat del Vallès
| Any  | Nom             | Ubicació                                                                               | Descripció | Estat    | Foto            |
| ---- | --------------- | -------------------------------------------------------------------------------------- | --- | -------- | --------------- |
| 1905 | casa Calado     | Pg. Calado, 8                                                                          | Casa de Mario Calado. Balcells havia fet un projecte prèviament per a Enric Calado que no va prosperar, però que va servir per a fer aquest encàrrec. Té una façana extraordinària, composta en forma de tres arcs amb arabescs parcialment formats, i amb una decoració exuberant de trencadís i maó. | Regular  | Casa Calado     |
| 1906 | casa Lluch      | carretera de la Rabassada Km. 13,100 41° 27′ 23″ N, 2° 5′ 17″ E / 41.45639°N,2.08806°E | Casa d'estiueig de la família Lluch, que anys després el va vendre a Robert Chaveaux Davin de Vasconcel, un escultor francès, amic d'Auguste Rodin, que va ampliar la torre a càrrec del mateix Balcells. Obra de joventut de Balcells, que havia obtingut el títol l'any anterior, és un edifici amb merlets i finestres de caràcter gòtic que sembla inspirat per un castell; amb clares influències europees, especialment del secessionisme vienès. La façana combina falsos carreus de morter vermell, amb estucs blancs i ceràmica blava. Hi destaquen diferents treballs de ferro forjat. | Regular  | Casa Lluch      |
| 1908 | casa Mir        | Av. de Gracia, 33 41° 28′ 0.34″ N, 2° 5′ 8.37″ E / 41.4667611°N,2.0856583°E            | Casa amb estructura acastellada, amb carreus simulats i una torre central amb merlets i acabat en una cúpula cònica amb trencadís. Les llindes de les finestres estan decorades amb motius florals. Davant de la porta d'accés hi ha un porxo sostingut per esveltes columnes lobulades rematades per capitells treballats. | Correcte | Casa Mir        |
| 1910 | Casa Mònaco     | Av. de Gràcia, 50 41° 27′ 58″ N, 2° 5′ 7″ E / 41.46611°N,2.08528°E                     | Torre de planta rectangular amb carreus simulats i una torre lateral amb merlets. | Regular  | Casa Mónaco     |
| 1919 | casa Generalife | c/ Sant Francesc Xavier, 12 41° 27′ 51.4″ N, 2° 5′ 7.7″ E / 41.464278°N,2.085472°E     | Torre d'estiueig i d'estil arabesc. | Regular  | Casa Generalife |

### Santa Maria d'Oló
| Any  | Nom                  | Ubicació                                                                             | Descripció | Estat   | Foto                 |
| ---- | -------------------- | ------------------------------------------------------------------------------------ | --- | ------- | -------------------- |
| 1919 | Castell de Rocabruna | Sant Feliuet de Terrassola 41° 54′ 01.57″ N, 2° 6′ 52.7″ E / 41.9004361°N,2.114639°E | L'industrial sabadellenc i cunyat de Balcells, Joan Gorina i Sanz, li va encarregar la conversió d'un mas documentat des del segle X i que havia estat abandonat el 1785. La visió grandilocuent de Gorina fa que l'encàrrec tingui format de castell que Balcells va fer en una barreja d'eclecticisme i modernisme. El castell té una petita capella neogòtica dedicada a Sant Jordi. | Regular | Castell de Rocabruna |